# A titkok háza
A titkok háza (eredeti cím: The Rental) 2020-ban bemutatott amerikai horror-thriller, amelyet Dave Franco  rendezett (rendezői debütálásaként) és a produceri teendőket is ő látta el. Joe Swanberggel együtt Franco írta a forgatókönyvet is, Mike Demski története alapján.
A főszereplők Dan Stevens, Alison Brie, Sheila Vand, Jeremy Allen White és Toby Huss. A film középpontjában két fiatal pár áll, akik gyanítani kezdik, hogy a kibérelt házukat kamerákon keresztül figyelik.
A film Video on Demand szolgáltatáson keresztül jelent meg, majd az Amerikai Egyesült Államokban 2020. július 24-én mutatta be az IFC Films.Magyarországon DVD-n jelent meg szinkronizálva 2020. november végén.
Általánosságban pozitív értékeléseket kapott a kritikusoktól, és a második olyan film lett, amely ugyanazon a hétvégén a VOD toplistán és a mozikban is első helyen végzett.

## Szereplők
| Szerep   | Színész            | Magyar hang        |
| -------- | ------------------ | ------------------ |
| Charlie  | Dan Stevens        | Szatory Dávid      |
| Michelle | Alison Brie        | Bogdányi Titanilla |
| Mina     | Sheila Vand        | Nemes Takách Kata  |
| Josh     | Jeremy Allen White | Czető Roland       |
| Taylor   | Toby Huss          | Jakab Csaba        |
| férfi    | Anthony Molinari   | nem szólal meg     |

## A film készítése
2019 márciusában bejelentették, hogy Alison Brie, Dan Stevens, Sheila Vand és Jeremy Allen White csatlakozott a film szereplőihez, Dave Franco pedig a film rendezője és Joe Swanberggel együtt a forgatókönyvírója lett. Franco, Elizabeth Haggard, Ben Stillman, Teddy Schwarzman, Swanberg és Christopher Storer a film producerei, a Ramona Films és a Black Bear Pictures gyártócég alatt, míg Michael Heimler és Sean Durkin ügyvezető producerként vettek részt.
A film forgatása 2019. április 22-én kezdődött Bandonban, valamint Portlandban (Oregon) és május 24-ig tartott.
Danny Bensi és Saunder Jurriaans komponálták a film zenéit, amelyet a Lakeshore Records adott ki.

## Lehetséges folytatás
Franco bejelentette a lehetséges folytatást, mondván: "A kezdetektől fogva az volt a szándék, hogy a film befejező jelenetét megmagyarázhatatlanul hagyjuk, hogy folytassuk a történetet, ha lehetőség nyílik rá."

## Fordítás
- Ez a szócikk részben vagy egészben  a   The Rental című angol Wikipédia-szócikk fordításán alapul.  Az eredeti cikk szerkesztőit annak laptörténete sorolja fel. Ez a jelzés csupán a megfogalmazás eredetét és a szerzői jogokat jelzi, nem szolgál a cikkben szereplő információk forrásmegjelöléseként.